# Glycaspis mactans
Glycaspis mactans är en insektsart som beskrevs av Moore 1961. Glycaspis mactans ingår i släktet Glycaspis och familjen rundbladloppor. Inga underarter finns listade i Catalogue of Life.